# 아미가 3000T
아미가 3000T(Amiga 3000T)는 코모도어에서 제조한 컴퓨터이다. 아미가 3000과 밀접한 관련이 있지만, 확장성이 뛰어난 타워 케이스에 담겨 출시되었다. 프로토타입인 3500의 케이스는 코모도어의 PC 호환 라인에서 파생되었다.
A3000T는 데스크톱 변형과 마찬가지로 프로세서 업그레이드를 허용하는 CPU FAST 슬롯을 가지고 있다. 후기 모델에는 이 슬롯에 68040 CPU가 제공되었으며, 타사 업그레이드를 통해 파워PC 프로세서를 추가할 수 있다.
A3000T에는 다양한 드라이브 베이가 있다. 수평으로 장착된 3.5인치 드라이브 2개와 5.25인치 하프 높이 드라이브 1개, 그리고 수직으로 장착된 5.25인치 하프 높이 드라이브 2개이다. 내부, 이 베이들 뒤에는 5.25인치 하프 높이 드라이브 2개를 추가로 내부적으로 설치할 공간이 있다. 사용 가능한 드라이브 베이를 통해 A3000T에 최대 7개의 드라이브를 내부적으로 설치할 수 있다.
A3000T의 사양은 수평 케이스의 아미가 3000과 매우 유사하지만, 마더보드가 대폭 재설계되었다. 결과적으로 확장 슬롯 레이아웃은 아미가 2000과 더 비슷하며, 5개의 Zorro III 슬롯(그 중 하나는 비디오 슬롯과 일직선상에 있음)과 4개의 16비트 ISA 버스 슬롯(패시브)이 있는데, 그 중 두 개는 조로 슬롯과 일직선상에 있다(브리지보드로 활성화됨).
출시 당시 아미가 3000 시스템의 소매 가격은 구성에 따라 5000달러를 초과할 수 있었다. 높은 가격과 미흡한 마케팅으로 인해 이 기계는 많이 팔리지 않았다.
이 기계는 독일에서 14,380대가 판매된 것으로 보고되었다(아미가 3000 판매량 포함).

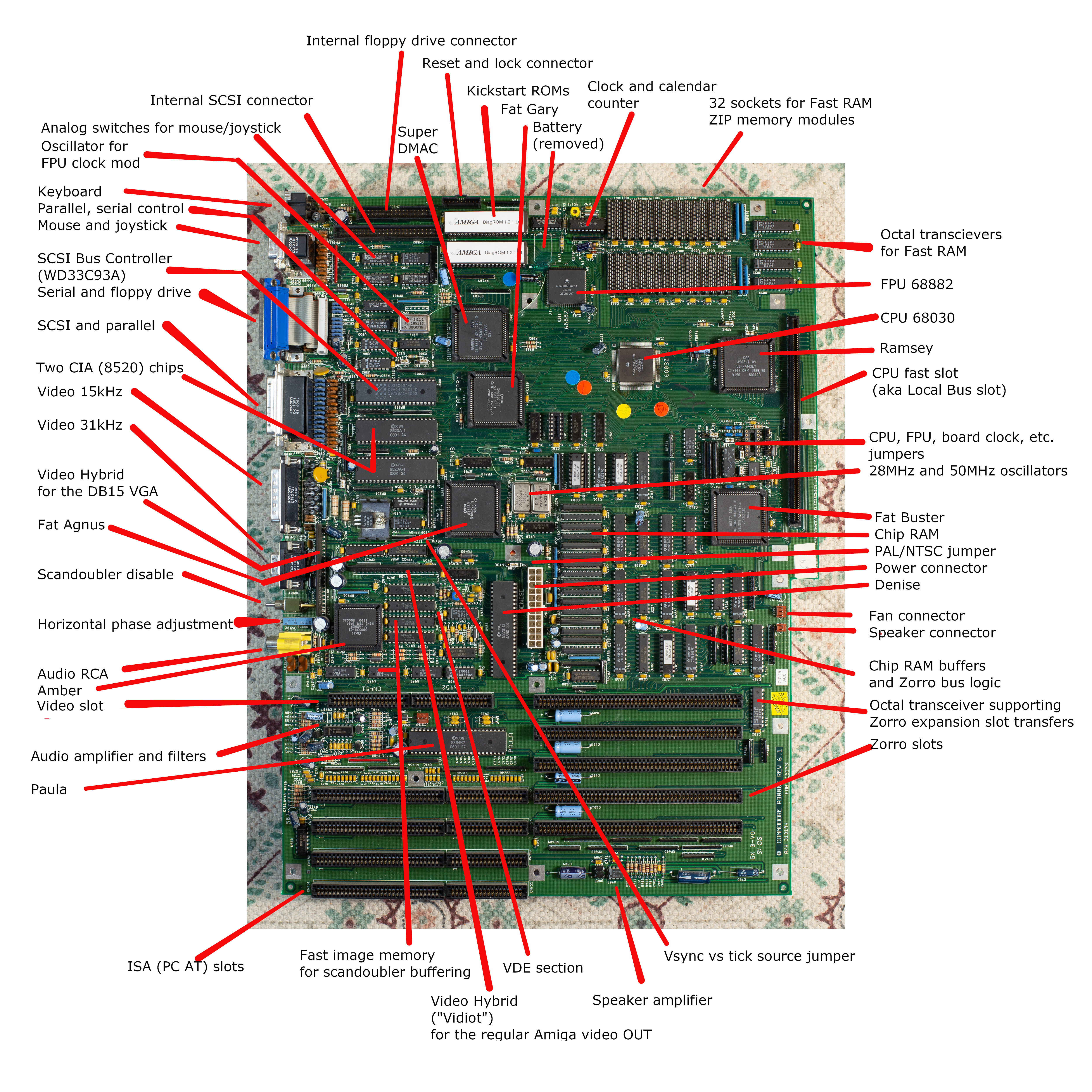
주석이 달린 아미가 3000T 메인보드

## 같이 보기
- 아미가 모델 및 변형 목록